# French Films
French Films est un groupe finlandais de rock, actif entre 2010 et 2017. Le groupe compte deux albums studio, un EP et plusieurs singles.

## Histoire
La formation originale du groupe se compose du guitariste principal Johannes Leppänen, du guitariste Joni Kähkönen, du bassiste Mikael Jurmu, du claviériste Santtu Vainio et du guitariste Antti Inkiläinen. Mikael Jurmu quitte le groupe en octobre 2012, et est remplacé par l'ami d'enfance d'Antti Inkiläinen, Tuomas Asanti. Le claviériste Santtu Vainio quitte le groupe après l'album White Orchid pour se concentrer sur son rôle de guitariste au sein de Sonic Visions. Le guitariste Max Salonen rejoint le groupe au printemps 2014, remplaçant Joni Kähkösen, qui avait quitté le groupe.
Au cours de sa carrière, le groupe réussit à gagner non seulement une popularité nationale, mais aussi une attention internationale, jouant dans de nombreux festivals et clubs à l'étranger. French Films remporte les European Border Breakers Awards 2013 pour son album Imaginary Future.
À ses débuts, le groupe décrit son style musical comme une combinaison de garage pop des années 1960 et de post-punk des années 1980. Plus tard, après le départ du claviériste Santtu Vainio, le son est décrit comme évoluant vers un rock alternatif plus axé sur les guitares. Le style musical du groupe est souvent décrit comme du surf rock, bien que le groupe n'ait jamais utilisé ce terme.
En 2017, French Films annonce qu'il mettait la clé sous la porte. Le groupe avait déjà enregistré son troisième album studio, mais déclare qu'il ne le sortirait pas. Le groupe justifie sa décision en disant qu'il n'avait pas terminé son troisième album. Les autres projets du groupe avaient également pris le pas sur French Films.

## Discographie

### Albums studio
- 2011 : Imaginary Future (GAEA)
- 2013 : White Orchid (GAEA)

### Singlet et EP
- 2010 : Golden Sea EP (GAEA)
- 2012 : When People Like You Filled The Heavens / Shoreline Dream (GAEA)
- 2013 : All Summer Long (GAEA)
- 2015 : You Are the Sun
- 2016 : Think it Over / Telephone (Fullsteam Records)